# Lecrín
Lecrín – gmina w Hiszpanii, w prowincji Grenada, w Andaluzji, o powierzchni 40,49 km². W 2011 roku gmina liczyła 2299 mieszkańców.
Lecrín to gmina utworzona przez stare gminy Acequias, Béznar (wraz z okręgiem Peloteos), Chite, Mondújar, Murchas i Talará. Została założona w Granadzie w latach 1967–1973 przez związek kilku małych gmin.